# 科爾瓦 (亞利桑那州)
科爾瓦（英語：Corva）是位於美國亞利桑那州可可尼諾縣的一個非建制地區。該地的面積和人口皆未知。

## 地理
科爾瓦的座標為35°16′31″N 112°20′58″W / 35.27528°N 112.34944°W，而該地的平均海拔高度為1898米（即6227英尺）。